# Селец (Могилёвский район)
Селец (бел. Сяле́ц) — деревня в Могилёвском районе Могилёвской области Республики Беларусь. В составе Дашковского сельсовета.

## География
Пролегает дорога Р-93.
Ближайшие населённые пункты: Салтановка, Чернозёмовка, Буйничи, Тумановка и др.

## История
С 1909 года в Вендорожской волости Могилёвского уезда Могилёвской губернии.
В 1924—1960 годах центр Селецкого сельсовета.

## Население
- 2009 год — 364 жителей (перепись населения)[4]

## Достопримечательность
- Братская могила —  Историко-культурная ценность Республики Беларусь, шифр 513Д000500.

## Известные лица
- Ковалёв, Владислав Петрович (1941—2020) — белорусский поэт, прозаик.